# Abusupijan Magomiedow
Abusupijan Magomiedow Chydywow (ros. Абусупьян Магомедов, ur. 2 września 1990 w Argun) – rosyjsko-niemiecki zawodnik mieszanych sztuk walki (MMA) pochodzenia kumyckiego. Były mistrz German MMA Championship w wadze półśredniej z 2013. Finalista turnieju PFL w wadze średniej z 2018. Były zawodnik KSW. Aktualnie związany z organizacją UFC.

## Życiorys
Magomiedow urodził się w Rosji, w Dagestanie, w mieście Argun, z narodowości kumyckiej. Od dzieciństwa trenował zapasy. Tradycja sztuk walki w Dagestanie i osobiste powinowactwo skłoniły go do poświęcenia się temu sportowi. W wieku 15 lat przeprowadził się z rodziną do Niemiec. Nie był to ruch preferowany, ale konieczny. Jego matka cierpiała na chorobę, której nie można było właściwie leczyć w jego ojczyźnie. Niemcy rodzinie Magomiedow dały szansę na wyzdrowienia matki, która po kilku latach wyszła z choroby, a rodzina zdecydowała się zamieszkać tam na stałe. Magomiedow w nowym domu rozszerzył swoje umiejętności w sztukach walki m.in. poprzez trenowanie kick-boxingu. W wieku 20 lat zadebiutował w zawodowych mieszanych sztukach walki (MMA).

## Kariera MMA

### Wczesna kariera
Przed swoimi walkami na arenie międzynarodowej walczył pięć razy w mistrzostwach Niemiec MMA. W lutym 2013 roku zdobył tytuł mistrza niemieckiej organizacji GMC w wadze półśredniej, nokautując w pierwszej rundzie Jessina Ayariego. Tego samego lata nie był w stanie go obronić, ponieważ przegrał przez poddanie gilotyną z Polakiem, Rafałem Moksem.
W 2013 roku zawodnikowi udało się także zostać mistrzem Superior Fighting Championship w wadze półśredniej, przez pokonanie Andreasa Birgelsa pod koniec pierwszej rundy. W późniejszym czasie zdobył drugi pas wagi średniej tej organizacji, pokonując ponownie Brytyjczyka Dana Hope’a w pierwszej rundzie jesienią 2017 roku.

### PFL
Sukces Magomiedowa nie pozostał niezauważony i z rekordem 19-3 został zakontraktowany przez czołową organizację Professional Fighters League na udział w turnieju wagi średniej w 2018 roku.
W drodze do play-offów turnieju w lipcu i sierpniu znokautował Brazylijczyków Danillo Villeforta i Andersona Goncalvesa w pierwszej rundzie. Następnie w ćwierćfinale 20 października Magomiedow i Szwed Sadibu Sy zdołali zremisować w dwóch rundach po 5 minut z Gasanem Umalatowem i Bruno Santosem, dzięki czemu spotkali się tego samego wieczoru w półfinale. Magomiedow pokonał Sy jednogłośną decyzją sędziów.
Finałowy pojedynek z Amerykaninem Louisem Taylorem był dla Abusa fatalny w skutkach, gdyż już w 33. sekundzie pierwszej rundy został brutalnie znokautowany lewym hakiem, przez co nie udało mu się wywalczyć pasa mistrzowskiego ani nagrody pieniężnej w wysokości 1 miliona dolarów.

### Jednorazowa walka dla KSW i EMC
W lipcu 2019 ogłoszono, że związał się z najlepszą polską organizacją KSW. Informację tę potwierdził klub zawodnika, który współpracuje z organizacją. Perturbacje zdrowotne oraz pandemia COVID-19 spowodowały, że do jego debiutu doszło dopiero rok później. Jego rywalem był niepokonany wówczas Cezary Kęsik. Zwyciężył przez poddanie w drugiej rundzie, zadawając rywalowi pierwszą porażkę w karierze. Organizacja przyznała mu bonus za poddanie wieczoru. W lipcu 2021 za pośrednictwem mediów społecznościowych ogłosił, że nie jest już zawodnikiem KSW. 
4 maja 2019 podczas niemieckiej gali EMC 3 poddał kimurą w pierwszej rundzie debiutującego w MMA, Slaviša Simeunovića. 

### UFC
Abus w styczniu 2022 roku wypuścił godzinny film o sobie zatytułowany „Droga do UFC”. Zawodnik w opisie filmu dodał, że zamierza zostać pierwszym mistrzem organizacji z Niemiec.
Zaraz po podpisaniu kontraktu jego pierwsza walka z Geraldem Meerschertem została odwołana z powodu jego kontuzji, a walka z niepokonannym Aliaskhabem Chizrievem została odwołana ze względu na problemy wizowe. 
3 września 2022 roku na gali UFC Fight Night: Gane vs. Tuivasa w Paryżu spotkał się w oktagonie z niemiecko-amerykańskim Dustinem Stoltzfusem. Abus w swojej debiutanckiej walce widowiskowo znokautował swojego przeciwnika w 19 sekund. Za zwycięstwo otrzymał premię pieniężną w wysokości 50 tysięcy dolarów za występ wieczoru.
Następnie organizacja ponownie podejmowała próby zestawienia Magomiedowa, najpierw z Meerschertem, a następnie Makhmudem Muradovem, lecz walki te po raz kolejny nie doszły do skutku. 
2 lipca 2023 roku w głównym wydarzeniu UFC on ESPN: Strickland vs. Magomedow zmierzył się w Las Vegas z numerem 7 rankingu wagi średniej, Seanem Stricklandem. Amerykanin technicznie znokautował Niemca pod koniec drugiej rundy.
4 listopada 2023 podczas UFC Fight Night: Blaydes vs. Almeida w São Paulo zawalczył w zastępstwie z Brazylijczykiem, Cai'em Borralho. Przegrał jednogłośną decyzją sędziów.
18 maja 2024 na wydarzeniu UFC Fight Night: Barboza vs. Murphy w Las Vegas podjął Warlley'a Alvesa. Zwyciężył jednogłośną decyzją sędziów, którzy punktowali (30-26, 30-26, 30-26) na jego korzyść.
26 października 2024 podczas gali UFC 308 w Abu Zabi stoczył po raz trzeci z rzędu walkę z zawodnikiem z kraju kawy. Jego rywalem został znany z nokautującego ciosu, Brunno Ferreira. W trzeciej rundzie „Abus“ poddał Ferreirę duszeniem trójkątnym rękoma.
26 kwietnia 2025 na gali UFC Fight Night: Machado Garry vs. Prates w Kansas City, zmierzył się z innym reprezentantem Brazylii, Michelem Pereirą. Zwyciężył wyraźnie na kartach punktowych jednogłośną decyzją sędziowską.

## Osiągnięcia

### Mieszane sztuki walki
- Superior Fighting Championship
  - 2013: Mistrz Superior FC w wadze półśredniej
  - 2017: Mistrz Superior FC w wadze średniej
- German MMA Championship
  - 2013: Mistrz German MMA Championship w wadze półśredniej
- Professional Fighters League
  - 2018: Finalista turnieju Professional Fighters League w wadze średniej[14]
- Konfrontacja Sztuk Walki
  - Bonus za poddanie wieczoru (raz) vs. Cezary Kęsik (2020)[18]
- Ultimate Fighting Championship
  - Bonus za występ wieczoru (raz) vs. Dustin Stoltzfus (2022)[25]

## Lista zawodowych walk w MMA
| Wynik     | Bilans | Przeciwnik (bilans przed walką) | Rozstrzygnięcie                                        | Runda | Czas | Rozgrywki                                          | Data       | Miejsce               | Uwagi                                                        |
| --------- | ------ | ------------------------------- | ------------------------------------------------------ | ----- | ---- | -------------------------------------------------- | ---------- | --------------------- | ------------------------------------------------------------ |
| Wygrana   | 28-6-1 | Michel Pereira (31-12. 2 NC)    | Decyzja (jednogłośna)                                  | 3     | 5:00 | UFC Fight Night: Machado Garry vs. Prates          | 26.04.2025 | Kansas City           |                                                              |
| Wygrana   | 27-6-1 | Brunno Ferreira (12-1)          | Poddanie (duszenie trójkątne rękoma)                   | 3     | 3:14 | UFC 308                                            | 26.10.2024 | Abu Zabi              |                                                              |
| Wygrana   | 26-6-1 | Warlley Alves (14-7)            | Decyzja (jednogłośna)                                  | 3     | 5:00 | UFC Fight Night: Barboza vs. Murphy                | 18.05.2024 | Las Vegas             |                                                              |
| Przegrana | 25-6-1 | Caio Borralho (14-1)            | Decyzja (jednogłośna)                                  | 3     | 5:00 | UFC Fight Night: Almeida vs. Lewis                 | 04.11.2023 | São Paulo             |                                                              |
| Przegrana | 25-5-1 | Sean Strickland (26-5)          | TKO (ciosy pięściami)                                  | 2     | 4:20 | UFC Fight Night: Strickland vs. Magomedov          | 01.07.2023 | Las Vegas             | Main Event                                                   |
| Wygrana   | 25-4-1 | Dustin Stoltzfus (14-4)         | TKO (kopnięcie frontalne i ciosy pięściami)            | 1     | 0:19 | UFC Fight Night: Gane vs. Tuivasa                  | 03.09.2022 | Paryż                 | Debiut w UFC. Bonus za występ wieczoru.                      |
| Wygrana   | 24-4-1 | Cezary Kęsik (12-0)             | Techniczne poddanie (duszenie gilotynowe)              | 2     | 1:53 | KSW 57: De Fries vs. Kita                          | 19.12.2020 | Łódź                  | Debiut w KSW. Bonus za poddanie wieczoru.                    |
| Wygrana   | 23-4-1 | Slaviša Simeunović (0-0)        | Poddanie (kimura)                                      | 1     | 0:47 | EMC 3                                              | 04.05.2019 | Düsseldorf            |                                                              |
| Przegrana | 22-4-1 | Louis Taylor (17-4-1)           | KO (lewy hak)                                          | 1     | 0:33 | PFL 2018 #11: Championships                        | 31.12.2018 | Nowy Jork             | Finał turnieju PFL w wadze średniej.                         |
| Wygrana   | 22-3-1 | Sadibou Sy (7-3-1)              | Decyzja (jednogłośna)                                  | 3     | 5:00 | PFL 2018 #10: Playoffs                             | 20.10.2018 | Waszyngton            | Play-offy turnieju PFL w wadze średniej. Main Event          |
| Remis     | 21-3-1 | Gasan Umałatow (18-6-1)         | Remis (większościowy)                                  | 2     | 5:00 | PFL 2018 #10: Playoffs                             | 20.10.2018 | Waszyngton            | Play-offy turnieju PFL w wadze średniej.                     |
| Wygrana   | 21-3   | Anderson Gonçalves (11-2)       | TKO (ciosy pięściami)                                  | 1     | 1:27 | PFL 2018 #6: Regular Season                        | 16.08.2018 | Atlantic City         | Sezon regularny turnieju PFL w wadze średniej.               |
| Wygrana   | 20-3   | Danillo Villefort (15-5)        | TKO (kopnięcie na korpus i ciosy pięściami w parterze) | 1     | 3:37 | PFL 2018 #3: Regular Season                        | 05.07.2018 | Waszyngton            | Debiut w PFL. Sezon regularny turnieju PFL w wadze średniej. |
| Wygrana   | 19-3   | Dan Hope (14-7)                 | TKO (ciosy pięściami)                                  | 1     | 2:15 | Superior FC 18                                     | 16.09.2017 | Ludwigshafen am Rhein | Zdobył pas mistrzowski Superior FC w wadze średniej.         |
| Wygrana   | 18-3   | Sergio Souza (15-14)            | Poddanie (duszenie gilotynowe)                         | 1     | 1:20 | Final Fight Championship 29: Champion vs. Champion | 22.04.2017 | Lublana               | Co-Main Event                                                |
| Wygrana   | 17-3   | Aires Benrois (10-5)            | Poddanie (duszenie gilotynowe)                         | 2     | 2:54 | Superior FC 16                                     | 11.03.2017 | Darmstadt             | Co-Main Event                                                |
| Wygrana   | 16-3   | Mathias Schuck (8-3)            | TKO (ciosy pięściami)                                  | 1     | 0:53 | Superior FC 15: Coga vs. Skrivers                  | 29.10.2016 | Rüsselsheim           | Co-Main Event                                                |
| Wygrana   | 15-3   | Ivica Trušček (31-25)           | Poddanie (duszenie zza pleców)                         | 2     | 4:50 | Final Fight Championship 26: Linz                  | 23.09.2016 | Linz                  |                                                              |
| Wygrana   | 14-3   | Raymond Jarman (17-34-1)        | TKO (ciosy pięściami)                                  | 1     | ?    | Superior FC 14: The Comeback                       | 21.05.2016 | Düren                 |                                                              |
| Przegrana | 13-3   | Mikkel Parlo (12-2)             | Decyzja (jednogłośna)                                  | 3     | 5:00 | GMC 7                                              | 07.11.2015 | Castrop-Rauxel        |                                                              |
| Wygrana   | 13-2   | Manuel Garcia (27-17)           | TKO (ciosy pięściami)                                  | 1     | 0:40 | Merseburger Fight Night 8                          | 03.10.2015 | Spergau               |                                                              |
| Wygrana   | 12-2   | Josip Artuković (10-3)          | TKO (kopnięcie na korpus oraz ciosy pięściami)         | 1     | 1:10 | Mix Fight Gala 18: The Show Must Go On             | 03.10.2015 | Fulda                 | Main Event                                                   |
| Wygrana   | 11-2   | Donovan Panayiotis (2-1)        | TKO (ground and pound)                                 | 1     | 0:56 | GMC 6                                              | 18.04.2015 | Castrop-Rauxel        |                                                              |
| Wygrana   | 10-2   | Rafał Błachuta (9-3)            | Decyzja (jednogłośna)                                  | 3     | 5:00 | GMC 5                                              | 13.09.2014 | Castrop-Rauxel        |                                                              |
| Przegrana | 9-2    | Rafał Moks (7-6)                | Poddanie (duszenie gilotynowe)                         | 1     | 2:53 | GMC 4: Next Level                                  | 06.07.2013 | Herne                 | Stracił pas mistrzowski GMC w wadze półśredniej.             |
| Wygrana   | 9-1    | Andreas Birgels (8-5)           | TKO (ciosy pięściami)                                  | 1     | 4:44 | Superior FC 13: First Defense                      | 01.06.2013 | Hamburg               | Zdobył pas mistrzowski Superior FC w wadze półśredniej.      |
| Przegrana | 8-1    | Andreas Stahl (7-0)             | Poddanie (duszenie zza pleców)                         | 2     | ?    | HFC: Heroes Fighting                               | 23.03.2013 | Halmstad              |                                                              |
| Wygrana   | 8-0    | Jessin Ayari (9-2)              | TKO (ciosy pięściami)                                  | 1     | 1:49 | GMC 3: Cage Time                                   | 16.02.2013 | Herne                 | Zdobył pas mistrzowski GMC w wadze półśredniej.              |
| Wygrana   | 7-0    | David Rosmon (7-6)              | Decyzja (jednogłośna)                                  | 3     | 5:00 | EMMA 1: Casino Fight Night 2                       | 15.09.2012 | Kopenhaga             | Co-Main Event                                                |
| Wygrana   | 6-0    | Gocha Smoyan (2-3)              | TKO (przerwanie przez lekarza)                         | 2     | 0:15 | SFC 7: M-1 Fighter Europe                          | 26.11.2011 | Düren                 |                                                              |
| Wygrana   | 5-0    | Bjorn Corsis (1-0)              | TKO (przerwanie przez lekarza)                         | 2     | 1:28 | SFC 6: Germany vs. Georgia                         | 17.09.2011 | Karlsruhe             |                                                              |
| Wygrana   | 4-0    | Igor Montes (7-9-1)             | Decyzja (jednogłośna)                                  | 2     | 5:00 | TFS: Mix Fight Gala XI                             | 27.11.2010 | Sindelfingen          |                                                              |
| Wygrana   | 3-0    | Fahd Jahri (0-0)                | Decyzja (jednogłośna)                                  | 2     | 5:00 | Kiru: In The Spirit Of The Knights                 | 29.05.2010 | Bitburg               |                                                              |
| Wygrana   | 2-0    | Sjobbe Clymans (0-0)            | TKO (ciosy pięściami)                                  | 1     | 1:57 | OC: Cage Fight Night 7                             | 17.04.2010 | Koblencja             |                                                              |
| Wygrana   | 1-0    | Nicola di Loreto (0-0)          | Poddanie (duszenie gilotynowe)                         | 1     | 0:30 | OC: Cage Fight Night 6                             | 26.02.2010 | Bielefeld             |                                                              |